# Hohenlohekreis
Hohenlohekreis är ett distrikt i Baden-Württemberg, Tyskland. I distriktet bor det cirka 109 000 invånare.

## Infrastruktur
Genom distriktet går motorvägen A6.
1. 1 2  härlett från: Statistisches Landesamt Baden-Württemberg.[källa från Wikidata]
2. ↑  hämtat från: tyskspråkiga Wikipedia.[källa från Wikidata]